# アラントイナーゼ
アラントイナーゼ(Allantoinase、EC 3.5.2.5)は、以下の化学反応を触媒する酵素である。
(S)-アラントイン + 水{\displaystyle \rightleftharpoons }アラントイン酸
従って、この酵素の2つの基質は(S)-アラントインと水、1つの生成物はアラントイン酸である。
この酵素は加水分解酵素、特にペプチド結合以外のC-O結合、中でも環状アミドに作用するものに分類される。系統名は、(S)-アラントイン アミドヒドロラーゼである。
この酵素は、プリン代謝に関与している。

## 構造
2007年末時点で、この酵素の10つの構造が解明されている。蛋白質構造データバンクのコードは、1GKP、1GKQ、1GKR、1NFG、1YNY、2FTW、2FTY、2FVK、2FVM及び2GSEである。